# 2021 CP5
2021 CP5 est un objet transneptunien ayant un aphélie de plus de 660 ua, ayant une forte excentricité, découvert en 2021, mais qui apparait sur des images plus anciennes. 